# Nepenthes maxima

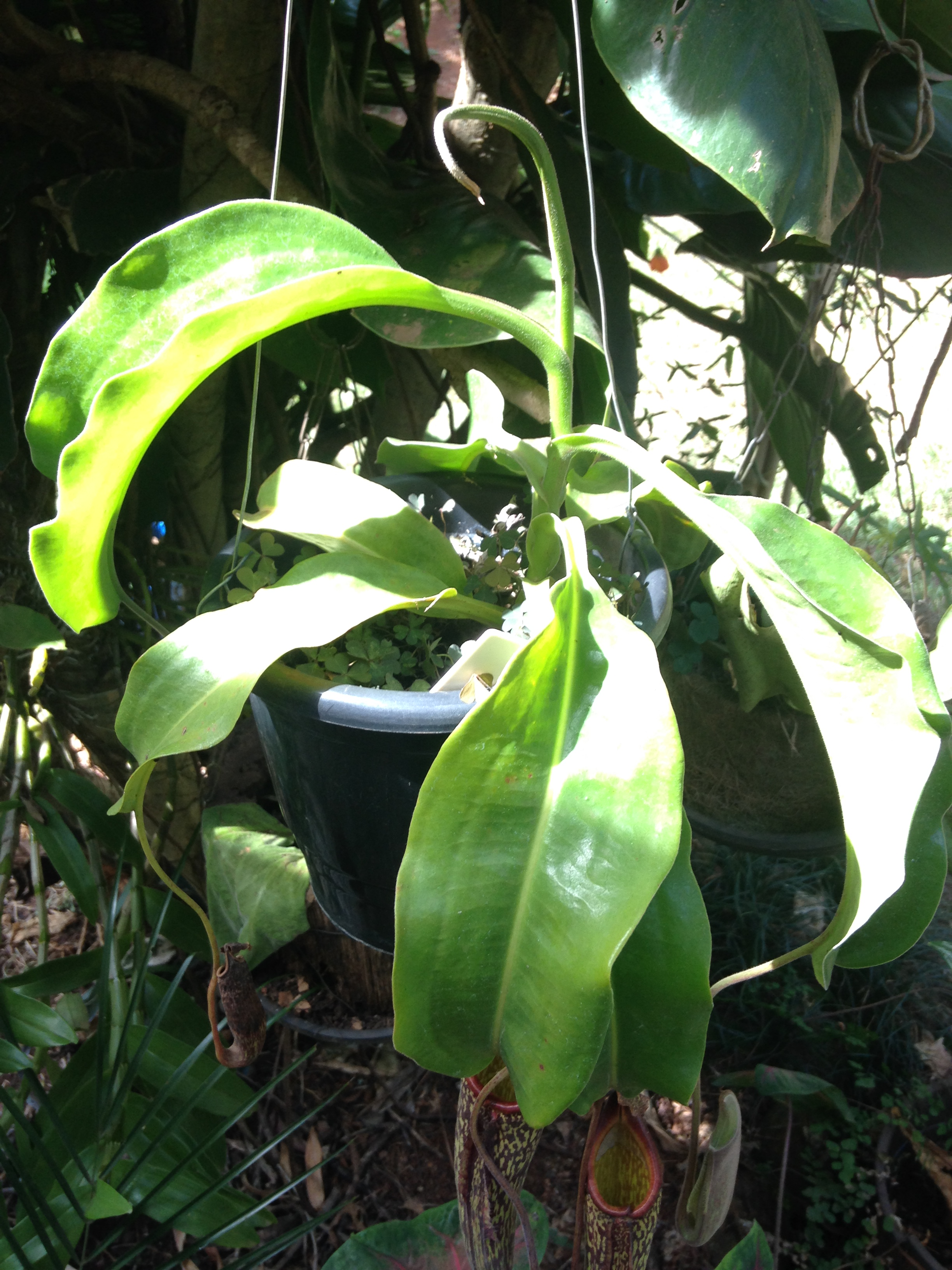
Nephenthes maxima ao sol

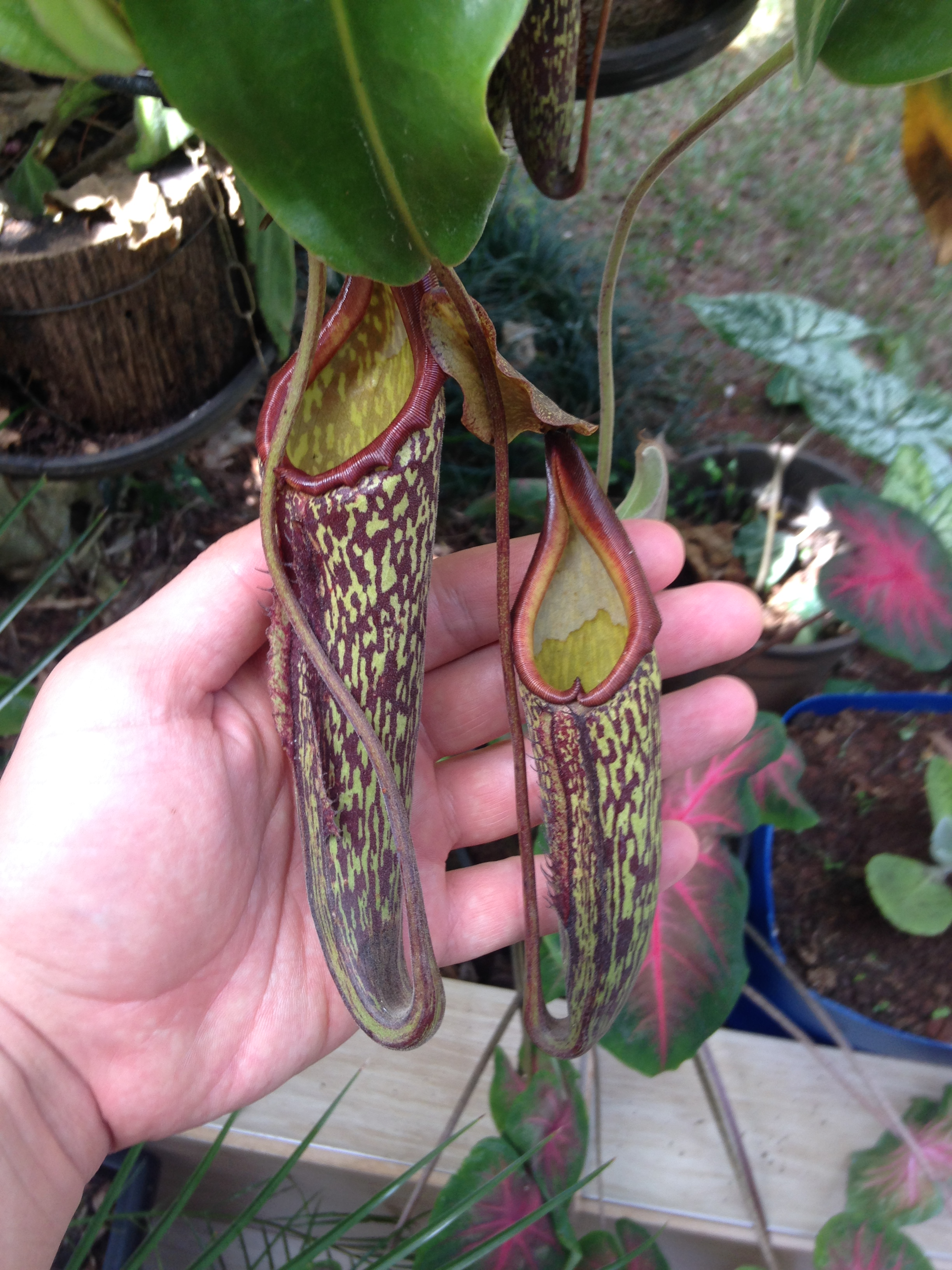
Ascideos intermediários da Nephenthes maxima

A espécie Nephenthes maxima é uma espécie de planta pertencente ao gênero Nepenthes. Ela apresenta os ascídios rajados com tons de vermelho e verde quando lower e intermediário, sendo que quando atingem o estágio "adulto" ou upper os ascídios tendem a se tornar verdes. Esta característica evolutiva permite que planta quando jovem e próximo ao solo capture os insetos daquele nicho, e quando atinge uma idade mais avançada estará se agarrando a plantas mais altas, tendendo a predar insetos de altitude superior.